# ستيف كوك (لاعبة أوليمبية)
الدكتورة ستيفاني كوك (بالإنجليزية: Steph Cook)‏ (ولدت في 7 فبراير 1972 في إرفين، آيرشير الشمالية، اسكتلندا) هي لاعبة اوليمبية متقاعدة وحاصلة على الميدالية الذهبية الأولمبية.
تلقت تعليمها في مدينة بيدفورد بمدرسة بيرس للبنات الثانوية بيترهاوس، كامبريدج وكلية لينكولن، أكسفورد، حيث أنها درست الطب ثم
وبعد ذلك تعلمت الخماسي الحديث في حين إكمال دورة لها في الطب السريري في جامعة أوكسفورد. فازت بلقب المرأة الفردية في مباراة إسكواش ضد كامبردج في عام 1997.

## روابط خارجية
- ستيف كوك على موقع الاتحاد الدولي للخماسي الحديث (الإنجليزية)
- ستيف كوك على موقع أوليمبيديا (الإنجليزية)